# Focke-Achgelis
Focke-Achgelis & Co. G.m.b.H va ser una empresa alemanya d'helicòpters fundada el 1937 per Henrich Focke and Gerd Achgelis.

## Història
Henrich Focke fou expulsat el 1936 de la companyia Focke-Wulf, que havia cofundat el 1924, a causa de la pressió dels accionistes. Poc després, el Ministeri de l'Aire, que va quedar impressionat per l'helicòpter Focke-Wulf Fw 61, va suggerir a Focke que establís una nova empresa dedicada al desenvolupament d'helicòpters i li va emetre un requisit per a una millora de disseny, capaç de transportar una càrrega útil de 700 kg.
Focke va establir la companyia Focke-Achgelis a Hoykenkamp, Alemanya, el 27 d'abril de 1937, en col·laboració amb el pilot Gerd Achgelis, i va començar els treballs de desenvolupament a Delmenhorst el 1938.